# Stadio Marcantonio Bentegodi
Stadio Marcantonio Bentegodi is een stadion in Verona.
Het stadion ligt op ca. 1,5 km van het centrum van de stad en is de thuishaven van de Veronese voetbalclubs Hellas Verona en Chievo Verona. Stadio Marcantonio Bentegodi heeft een capaciteit van 39.211 toeschouwers.

## Historie
Het Stadio Marcantonio Bentegodi werd in 1963 in gebruik genomen door de toen nog enige professionele Veronese voetbalclub, Hellas Verona. Niet lang nadat Hellas Verona in het seizoen 1984/85 zijn landskampioenschap scudetto vierde in het stadion, werd besloten dat het stadion gebruikt zou worden voor het Wereldkampioenschap voetbal 1990. Hiervoor werd boven het hele stadion een overkapping gerealiseerd.
In het seizoen 2001/02 debuteerde Chievo Verona in de Serie A, waardoor Stadio Marcantonio Bentegodi voor even thuishaven werd van twee clubs in de Serie A, een gegeven dat ook opvallende derby's opleverde. Buiten het Stadio Olympico in Rome, Stadio Giuseppe Meazza in Milaan en Stadio Luigi Ferraris in Genua waren er geen stadions in Italië waar dit nog het geval was.
In 2007 zakte Hellas Verona terug naar de Serie C, waardoor er geen stadsderby's meer plaats konden vinden in Verona. Sinds het seizoen 2013/14 is de derby weer in ere hersteld door de promotie van Hellas Verona naar de hoogste Italiaanse voetbalcompetitie. In het seizoen 2015-2016 eindigden de 'Gialloblù' op de 20ste en laatste plaats en degradeerden ze derhalve terug naar de Serie B, wat wil zeggen dat deze derby niet meer gespeeld wordt in het seizoen 2016-2017.

## Interlands
| Voetbalinterlands | Voetbalinterlands | Voetbalinterlands          | Voetbalinterlands | Voetbalinterlands        | Voetbalinterlands |
| №                 | Datum             | Wedstrijd                  | Uitslag           | Competitie               | Toeschouwers      |
| ----------------- | ----------------- | -------------------------- | ----------------- | ------------------------ | ----------------- |
| 1.                | 7 april 1984      | Italië – Tsjecho-Slowakije | 1 – 1             | Vriendschappelijk        | 35.360            |
| 2.                | 22 april 1989     | Italië – Uruguay           | 1 – 1             | Vriendschappelijk        | 13.891            |
| 3.                | 12 juni 1990      | België – Zuid-Korea        | 2 – 0             | WK 1990 – Groep E        | 32.486            |
| 4.                | 17 juni 1990      | België – Uruguay           | 3 – 1             | WK 1990 – Groep E        | 33.759            |
| 5.                | 21 juni 1990      | België – Spanje            | 1 – 2             | WK 1990 – Groep E        | 35.950            |
| 6.                | 26 juni 1990      | Spanje – Joegoslavië       | 1 – 2             | WK 1990 – Achtste finale | 35.500            |
| 7.                | 6 juni 2016       | Italië – Finland           | 2 – 0             | Vriendschappelijk        | 27.702            |

Stadio San Nicola (Bari) · Stadio Luigi Ferraris (Genua) · Stadio Olimpico (Rome) · Stadio Renato Dall'Ara (Bologna) · Stadio Giuseppe Meazza (Milaan) · Stadio delle Alpi (Turijn) · Stadio Sant'Elia (Cagliari) · Stadio San Paolo (Napels) · Stadio Friuli (Udine) · Stadio Communale (Florence) · Stadio Della Favorita (Palermo) · Stadio Marcantonio Bentegodi (Verona)
Giuseppe Meazza (AC Milan/Inter Milan) ·
Olimpico (AS Roma/SS Lazio) ·
Atleti Azzuri (Atalanta Bergamo) ·
Renato Dall'Ara (Bologna) ·
Giovanni Zini (Cremonese) ·
Carlo Castellani (Empoli) ·
Artemio Franchi (Fiorentina) ·
Marcantonio Bentegodi (Hellas Verona) ·
Allianz Stadium (Juventus) ·
Via del Mare (Lecce) ·
Brianteo (Monza) ·
Diego Armando Maradona (Napoli) ·
Arechi (Salernitana) ·
Luigi Ferraris (Sampdoria) ·
Città del Tricolore (Sassuolo) ·
Alberto Picco (Spezia) ·
Olimpico di Torino (Torino) ·
Friuli (Udinese)
Cino e Lillo Del Duca (Ascoli) ·
San Nicola (Bari) ·
Ciro Vigorito (Benevento) ·
Mario Rigamonti (Brescia) ·
Unipol Domus (Cagliari) ·
Pier Cesare Tombolato (Cittadella) ·
Giuseppe Sinigaglia (Como) ·
San Vito-Gigi Marulla (Cosenza) ·
Benito Stirpe (Frosinone) ·
Luigi Ferraris (Genoa) ·
Alberto Braglia (Modena) ·
Renzo Barbera (Palermo) ·
Ennio Tardini (Parma) ·
Renato Curi (Perugia) ·
Garibaldi-Romeo Anconetani (Pisa) ·
Oreste Granillo (Reggina) · 
Paolo Mazza (SPAL) ·
Druso (Südtirol) ·
Libero Liberati (Ternana) ·
Pierluigi Penzo (Venezia)